# Луций Вагелий
Луций Вагелий (на латински: Lucius Vagellius) е сенатор на Римската империя през 1 век.
През септември и октомври 47 г. той е суфектконсул заедно с Гней Хозидий Гета.